# Obrok K
Obrok K (angleško K-ration) je bil individualni dnevni bojni obrok, ki ga je Kopenska vojska ZDA uvedla v uporabo med drugo svetovno vojno.
Namenjen je bil pripadnikom padalskih, tankovskih in motoziranih enote, motornim kurirjem ter drugim zelo mobilnim vojakom za kratek čas.
Celoten obrok je bil tako sestavljen iz treh posameznih obrokov:
- zajtrk: konzerva (sesekljana šunka in jajca; goveja štruca), piškoti, ploščica posušenega sadja ali žitarice, vodno-čistilne tablete Halazone, 4 cigarete, žvečilni gumi, instant kava in sladkor;
- kosilo: konzerva (predelan sir, šunka ali sir in šunka), piškoti, 15 stopljenih mlečnih tablet (sprva) ali 5 karamel (pozneje), sladkor, sol, 4 cigarete, vžigalice, žvečilni gumi, sadni sok v prahu (limona (1940), pomaranča (1943), grozdje (1945);
- večerja: konzerva (piščančja pašteta ali svinjski doručak s korenjem in jabolkom (1. izdaja) ali svinjska rolada (2. izdaja) ali klobase), piškoti, 2-unčna čokoladna ploščica iz obroka D, toaletni papir, 4 cigarete, žvečilni gumi in juha v kocki ali prahu.

## Galerija
- Zajtrk
- Kosilo
- Večerja